# Dama col mazzolino
Dama del ramillete, también llamada Dama col mazzolino, es una escultura en mármol de 60 centímetros de altura realizada en 1475 por Andrea del Verrocchio. Se conserva en el museo del Bargello, en Florencia.
La identidad de la mujer podría tratarse de Fioretta Gorini, amante de Giuliano de Médici.